# Kemingking
Kemingking is een bestuurslaag in het regentschap Bangka Tengah van de provincie Bangka-Belitung, Indonesië. Kemingking telt 1906 inwoners (volkstelling 2010).